# Running Against Time
Running Against Time  (br:Correndo Contra o Tempo) é um filme estadunidense, do ano de 1990, dos gêneros ficção científica e ação, dirigido por Bruce Seth Green. O filme é baseado no livro de Stanley Shapiro chamado A Time to Remember.

## Enredo
O professor David Rhodes viaja ao passado, utilizando uma máquina do tempo desenvolvida em sua universidade, para retornar à época do assassinato do presidente JFK. Seu objetivo principal é tentar impedir que seu irmão se aliste e vá para a guerra onde morrerá e, ao mesmo tempo tentar impedir o atentado ao presidente.

## Elenco
| Nome                 | Personagem                   |
| -------------------- | ---------------------------- |
| Robert Hays          | David Rhodes                 |
| Catherine Hicks      | Laura Whittaker              |
| Sam Wanamaker        | Hendryk Koopman              |
| Wayne Tippit         | Agente Landry                |
| James DiStefano      | Lee Harvey Oswald            |
| Paul Scherrer        | Chris Rhodes                 |
| Brian Smiar          | Presidente Lyndon B. Johnson |
| Milt Tarver          | Agente Clemens               |
| Russ Marin           | Doutor w / Chris             |
| Julie Ariola         | Sra. Rhodes                  |
| Duncan Gamble        | Sr. Rhodes                   |
| Damion Stevens       | Jóvem David                  |
| Michael Whaley       | Segurança                    |
| Dean Hill            | Capitão Will Fritz           |
| Richard Gilbert-Hill | Porta-voz da polícia         |
| Gerald Berns         | Velho Christopher            |
| Darlene Kardon       | Enfermeira chefe             |
| Warren Sweeney       | Dr. Wilkins                  |
| J. Lamont Pope       | Estudante #1                 |
| Nike Doukas          | Estudante #2                 |
| Pepper Sweeney       | Estudante #3                 |
| Rusty Schwimmer      | Repositora de vendas         |
| Andrew Walker        | Policial #1                  |
| Thomas Robert Burke  | Policial #2                  |
| Ron Troncatty        | Empregado do depósito        |
| Tim De Zarn          | Assessor                     |
| Albert Manquero      | Marido jóvem                 |
| Troy Flynn           | Motorista                    |
| Tracy Fraim          | .                            |
| Juanita Jennings     | .                            |
| Mark Phelan          | .                            |

## Outros nomes do filme
| Nome                      | País(es)           |
| ------------------------- | ------------------ |
| Au-delà du temps          | França             |
| Carrera contra el tiempo  | Venezuela          |
| Contra el tiempo          | Espanha            |
| Fram och tillbaka i tiden | Suécia             |
| Matka ajassa              | Finlândia          |
| Prothesmia thanatou       | Grécia             |
| Wettlauf mit der Zeit     | Alemanha Ocidental |